# Picot garser de clatell vermell
El picot garser de clatell vermell (Dryobates cathpharius) és una espècie d'ocell de la família dels pícids (Picidae) que habita la selva humida i boscos a les muntanyesdel nord-est i est de l'Índia, el Nepal, sud-est del Tibet, i oest de Myanmar.

Sovint considerada coespecífica del picot garser de Perny.